# Asactopholis bicolor
Asactopholis bicolor är en skalbaggsart som beskrevs av Sharp 1876. Asactopholis bicolor ingår i släktet Asactopholis och familjen Melolonthidae. Inga underarter finns listade.